# 呂洛抜
呂 洛抜（りょ らくばつ、呂洛拔、生没年不詳）は、中国の北魏の軍人。本貫は代郡。

## 経歴
西部長・滎陽公の呂匹知の子として生まれた。武勇で名を知られ、文成帝の末年に平原鎮都将となった。南朝宋の徐州刺史の薛安都が北魏に投降すると、尉元が薛安都の救援に向かい、洛抜は尉元の下で彭城に入った。宋の将軍の張永が部将の王茂之に兵5000を率いて武原に向かわせた。洛抜は尉元の命により武原に向かい、2日間の戦闘に勝利して、運車200乗あまりと牛250頭を鹵獲した。尉元と合流して張永を撃破した。成武侯の爵位を受け、建義将軍の位を加えられた。56歳で死去した。
長子の呂文祖は、献文帝に仕えて龍牧曹奏事中散・外都曹奏事中散をつとめたが、後に事件に連座して処刑された。

## 伝記資料
- 『魏書』巻30 列伝第18
- 『北史』巻25 列伝第13